# Кенни умирает
Кенни умирает (англ. Kenny Dies) — эпизод 513 (№ 78) сериала «Южный Парк», его премьера состоялась 5 декабря 2001 года. В этом эпизоде умиравший почти в каждой серии сериала Кенни Маккормик умирает «по-настоящему»; это один из редких случаев, когда его смерть воспринимается серьёзно всеми персонажами. После этой смерти Кенни не появляется до эпизода «Лестница в небо» (в воспоминаниях и в виде души в теле Картмана), а затем «Убить Санта-Клауса», где он воскрешается без каких-либо объяснений.

## Сюжет
Картман находит потерянный груз недоношенных младенцев, выпавших из грузовика из Института Нежелательного Материнства и пытается их продать клиникам и институтам для исследований стволовых клеток, но этому мешает неожиданный запрет этих исследований.
Тем временем Кенни Маккормик лежит в больнице, умирая от редчайшей мышечной болезни. Стэн с Кайлом приходят домой к Картману, ранее рассказавшему им про свой груз стволовых клеток. Эрик, узнав, что Кенни может умереть, приходит с ребятами в больницу "Путёвка в ад", где признаётся Кенни, что всегда считал его лучшим другом. После выхода из палаты Кайл замечает Картмана плачущим. Эрик обещает, что он найдет лекарство.
Тем временем Стэн находится в депрессии из-за болезни Кенни. Он приходит к Шефу, который объясняет ему, что бог забирает всех существ, дорогих нам - друзей, щеночков, домашних питомцев. "Это очень мстительный бог, и ему нужны наши слезы" - утверждает Шеф. 
Картман же узнает больше о стволовых клетках. Узнав, что стволовые клетки способны "воссоздать" любую недостающую часть тела, если их подсадить на место этой части, он как бы невзначай спрашивает, могут ли стволовые клетки построить новую пиццерию Шенки, где его будут кормить бесплатно, если их посадить рядом с другой пиццерией Шенки. Затем Эрик отправляется в конгресс США, где произносит перед конгрессменами трогательную речь, завершая её песней. Тогда конгресс разрешает применение стволовых клеток в медицинских целях. Картман возвращается к центру нежелательного материнства, где уговаривает беременных женщин делать аборты.
Стэн, воодушевлённый словами Шефа о том, что Кенни требуется его поддержка, спешит в палату Кенни, где видит пустую койку. Кайл рассказывает, что Кенни умер вчера, и его последними словами были "А где Стэн?". Стэн считает, что он - худший друг Кенни.
На похоронах Кенни Картман говорит Кайлу со Стэном, что у него есть кое-что крутое. Выйдя на улицу, они обнаруживают, что Картман использовал стволовые клетки для того, что бы построить пиццерию Шенки, как он и спрашивал в середине серии. Кайл, не выдерживая, набрасывается на Картмана и начинает его избивать. Стэн же говорит: "Оказывается, не я худший друг Кенни, а Картман!"

## Факты
- Чтобы добиться разрешения стволовых клеток, Картман поёт в Палате представителей песню Asia «Heat of the Moment». Серен Доминик из газеты Detroit Metro Times назвала эту сцену величайшим моментом сериала[1].
- В начале эпизода играет песня Вилли Нельсона «On the Road Again».
- Едущий на велосипеде Картман напевает песню Шины Истон «9 to 5».